# Alataspora adelia
Alataspora adelia is een microscopische parasiet uit de familie Alatasporidae. Alataspora adelia werd in 2003 beschreven door Aseeva. 